# Очушница
Очушница е река в Южна България— Софийска област, община Костенец, ляв приток на Марица. Дължината ѝ е 26 km.
Река Очушница извира на 1185 m н.в. под името Черна река от югоизточното подножие на връх Калето в Септемврийски рид на Ихтиманска Средна гора. Протича в югоизточна посока в почти права линия в широка долина и се влива отляво в река Марица, на 489 m н.в., в източната част на град Костенец.
Река Очушница е реката в България, на която водосборният басейн е почти окръжност с коефициент 1,01 и по този показател заема 1-во място сред българските реки. По гъстота на речната си мрежа – 2,1 km/km2, реката е също на едно от първите маста в България.
Основни притоци: → ляв приток, ← десен приток
- ← Бялата вода
- ← Левица
- ← Старчов дол
- → Чучурдере
- → Църковно дере
- → Жежката вода
- → Сулудервентска река

Реката е с дъждовно-снежно подхранване, като максимумът е в периода февруари-юни, а минимумът – юли-октомври. Среден годишен отток при разклона на шосето за село Очуша – 0,54 m3/s.
По течението на реката в Община Костенец са разположени село Пчелин и общинския център град Костенец.
Водите на реката се използват за напояване в Долнобанско-Костенецкото поле.

## Топографска карта
- Лист от карта K-34-60. Мащаб: 1 : 100 000.
- Лист от карта K-34-72. Мащаб: 1 : 100 000.